# Euphrasia pulchella
Euphrasia pulchella là loài thực vật có hoa thuộc họ Cỏ chổi. Loài này được A.Kern. mô tả khoa học đầu tiên năm 1881.